# (If You're Not in It for Love) I'm Outta Here!
Singles de Shania Twain
The Woman in Me (Needs the Man in You)
(1995) You Win my Love
(1996)
Pistes de The Woman in Me
Whose Bed Have Your Boots Been Under? The Woman in Me (Needs the Man in You)
(If You're Not in It for Love) I'm Outta Here! est le quatrième extrait de l'album The Woman in Me de Shania Twain.

## Succès de la chanson
Aux États-Unis, sur les palmarès country, la chanson débute en 68e position dès sa première semaine de diffusion. Il atteint la première position le 3 février 1996. C'est le second single à atteindre la première position après Any Man of Mine. Sur les palmarès officiels, la chanson débute en décembre 1995 en 90e position et se classe 5 semaines plus tard en 74e position.
La chanson devient son deuxième succès international après Any Man Of Mine. En Australie, la chanson débute en 36e position et sera en 5e position le 23 janvier 1997.

## Information sur le titre
La chanson a été composée par Shania Twain et Robert John "Mutt" Lange. La chanson est sortie à la radio en novembre 1995 partout dans le monde.

## Vidéoclip
Le vidéoclip a été tourné à New-York, dirigé par Steven Goldmann le 4 novembre 1995 et sera lancé la semaine suivante. Dans cette vidéo, Shania frappe le tambour et danse avec un groupe d'amis. Il existe trois versions du clip: la première est la version de l'album réalisée pour les États-Unis, la deuxième est la version remixée de "Mutt" Lange réalisée pour l'Australie et la dernière est la version dance réalisée pour le reste du monde. La version de l'album sera incluse sur le DVD The Platinum Collection.

## Charts mondiaux
| Pays                         | Meilleure Position |
| ---------------------------- | ------------------ |
| Australie                    | 5                  |
| Canada Country               | 1                  |
| États-Unis Billboard Hot 100 | 74                 |
| États-Unis Billboard Country | 1                  |